# Schloss Lissa

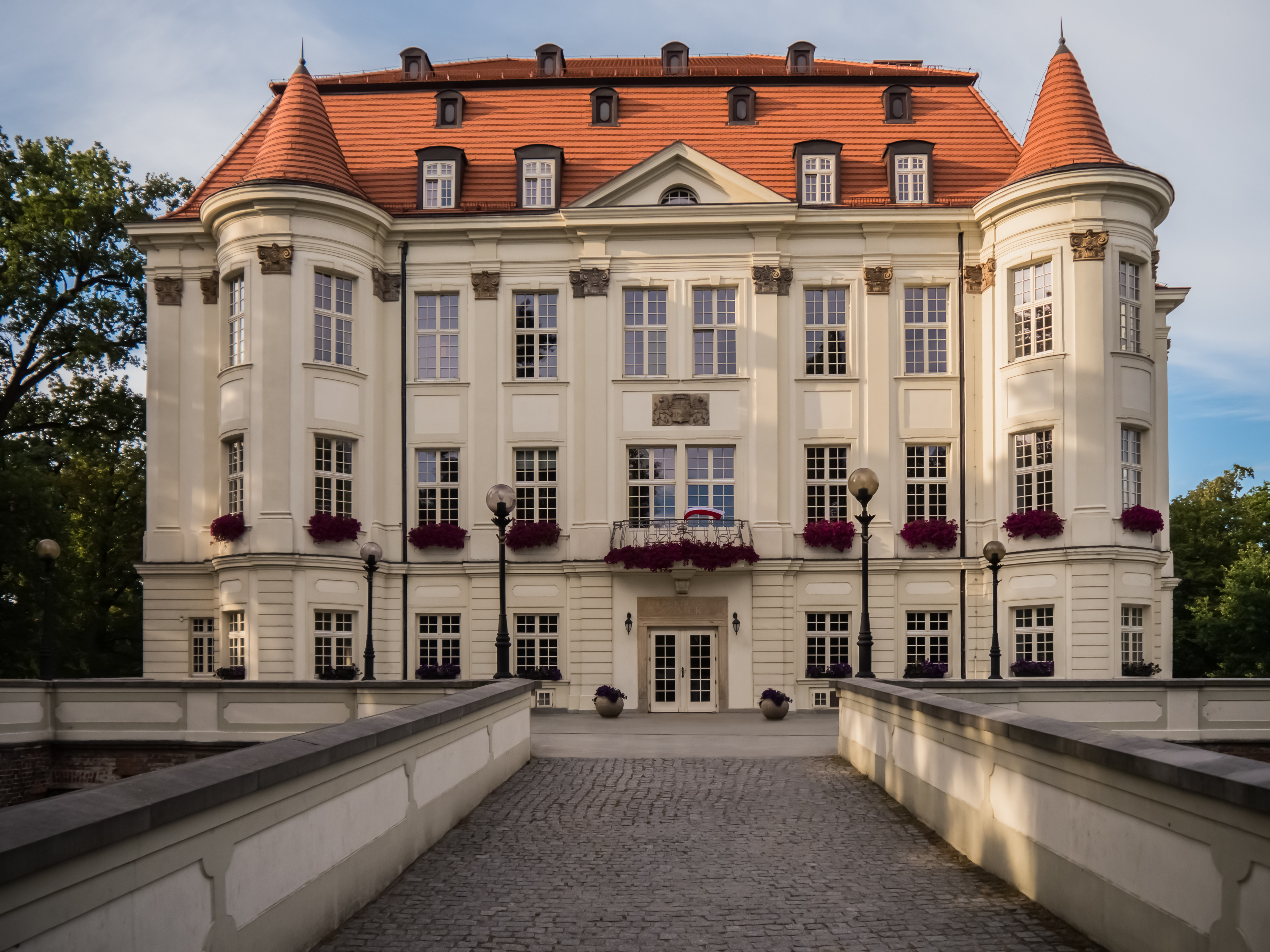
Schloss Lissa

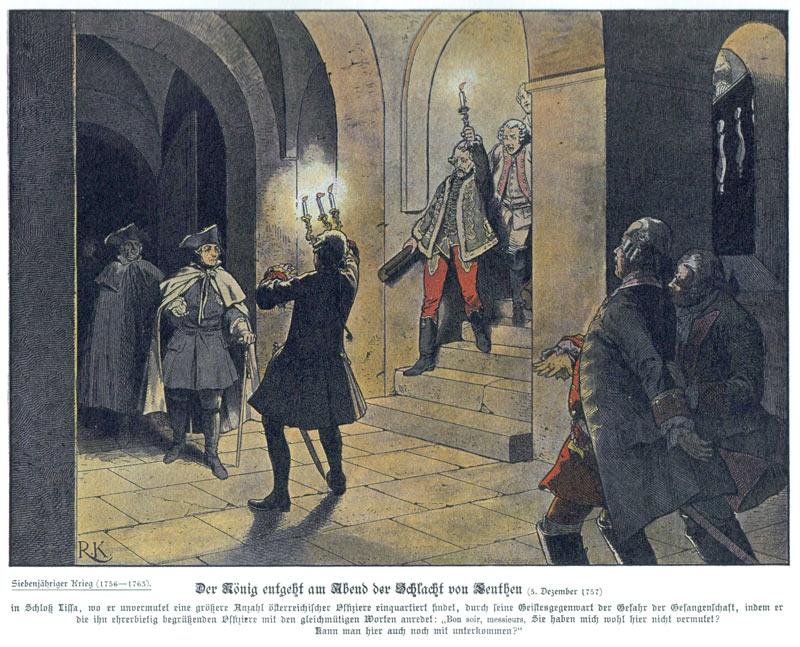
Übernachtung Friedrichs des Großen im Schloss von Lissa

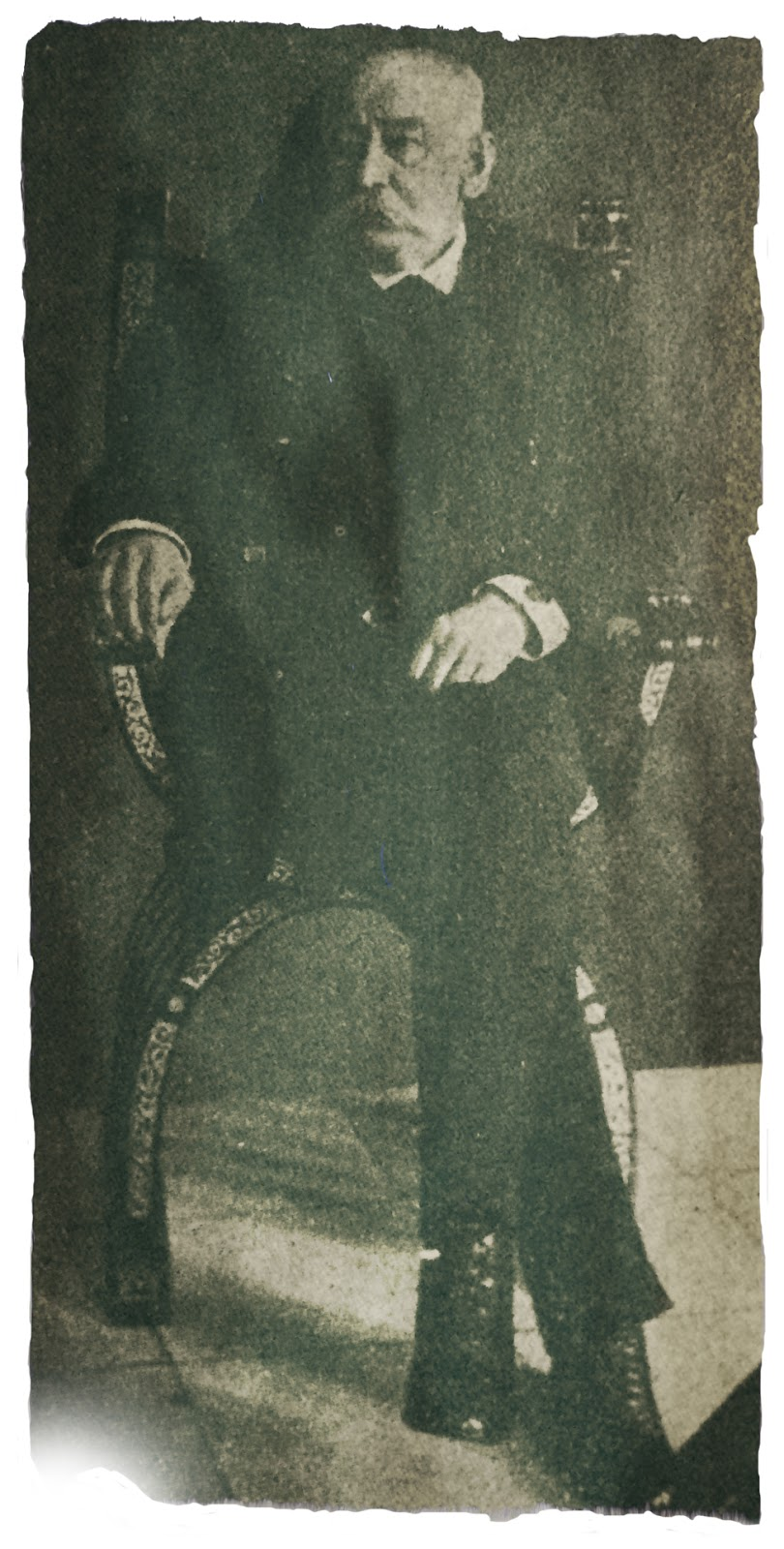
Wilhelm Malte II. auf Schloss Putbus im Jahr 1906.

Das Schloss Lissa (polnisch Zamek w Leśnicy) ist ein Schloss in Wrocław-Leśnica (Deutsch Lissa), in dem sich heute ein Kulturzentrum befindet.

## Geschichte
Vermutlich bestand schon im 12. Jahrhundert eine kleine Burg als Schutz für den Übergang über die Weistritz (Bystrzya). Boleslaus I. von Schlesien starb hier. Im Jahre 1339 verkaufte der böhmische König Johann von Luxemburg die Burg an Breslauer Patrizier. Von 1494 bis 1651 gehörte das Schloss der Breslauer Familie Hornig, die das Schloss zeitgemäß umbauen ließ. Im Jahr 1631 kaufte der schlesische Kammerpräsident Horatius von Forno, Freiherr von Ratschütz, das Schloss für 15.000 Taler, 1733 erwarben die Kreuzherren mit dem Roten Stern das Schloss.
Im Jahr 1752 wurde das Schloss an den Freiherrn Ferdinand von Mudrach verkauft, der von 1752 bis 1757 das Innere durch Johann Merck im Stil des Rokoko umgestalten ließ. Er unterstützte teils auch neue Kirchenbauten in der Region.
Am Abend des 5. Dezember 1757 nach der Schlacht von Leuthen übernachtete König Friedrich der Große im Schloss. Ein Gemälde Adolph von Menzels stellt eine Szene dieses Abends dar.
Dem Freiherrn im Besitz folgte seine Tochter Christiane Charlotte von Mudrach, seit 1761 verheiratet mit dem Grafen Joachim Carl von Maltzahn. Dem Adelsgeschlecht Maltzan gehörte das Anwesen mehrere Jahrzehnte. 1836, nach anderen belegten Angaben 1837, erwarb es Carl von Wylich und Lottum. Dieser beauftragte Peter Joseph Lenné mit der Umgestaltung des Gartens. Der Besitz Lissa war Majorat und wurde dann zu einem Familienfideikommiss bestimmt. Namhaftester Besitzer wurde Wilhelm Malte II., Reichsgraf von Wylich und Lottum, verheiratet mit Wanda Maria von Velheim-Bartensleben (1837–1867). Die Nachfahren führten ein großes Haus und empfingen bekannte Gäste, u. a. wie Ottmar von Mohl. Der letzte deutsche Eigentümer des Schlosses war deren Enkel, der Architekt und Reserveoffizier, Ehrenritter des Johanniterordens, Ludolf von Veltheim-Lottum (1895–1956). Dessen Eltern waren Viktoria Gräfin von Wylich und Lottum und der Major Ludolf von Velheim-Neklade, sein älterer Bruder war Malte zu Putbus-Veltheim.
1937, bei der letzten Erhebung, betrug die Gesamtgröße der Begüterung, auch als Freies Burglehn Lissa bezeichnet, 1543 ha. Geführt wurde der Besitz durch ein Rentamt. Dazu gehörten die Schäferei Lissa, Rittergut Rathen und Klein Heidau, Rittergut Muckerau, Fidekommissforst Deutsch Lissa und die dortige Fürst zu Putbussche Dampfziegelei.
Im Jahr 1953 fiel das Schloss einem Brand zum Opfer, wurde jedoch wieder aufgebaut. Seit 2008 beherbergt das Schloss ein Kulturzentrum.